# Interestatal 95 en Nueva Jersey
La Interestatal 95 (I-95) es una importante Autopista Interestatal que atraviesa toda la Costa Este de los Estados Unidos, desde Florida a Maine. En el estado de Nueva Jersey, pasa a lo largo del New Jersey Turnpike, al igual que del Pearl Harbor Memorial Extension (antes conocido como Pennsylvania Turnpike Connector) y la continuación de la sección norte del New Jersey Turnpike al norte del Puente George Washington, es también administrado por el New Jersey Turnpike Authority, por un total de 77,96 mi (125,46 km) de longitud. Localizada en la parte noreste del estado cerca de la Ciudad de Nueva York, el ramal occidental de 11,03 millas (17,75 km) del New Jersey Turnpike, es considerado como la Route 95W por el Departamento de Transporte de Nueva Jersey, en la cual a su vez forma parte de la I-95. Hay un segmento de la I-95 al norte de Trenton que es 8,77 mi (14,11 km) de longitud y conecta con el Puente Scudder Falls hasta la I-295 y la U.S. Route 1 (US 1); oficialmente como Route 95M.